# Out-of-State Plates
Out-of-State Plates ist das vierte Album der amerikanischen Band Fountains of Wayne. Dabei handelt es sich nicht um ein reguläres Studioalbum, sondern um eine Zusammenstellung, bestehend aus allen bis 2005 veröffentlichten B-Seiten, zuvor nur auf Kompilationen oder gar nicht veröffentlichten Liedern und zwei neuen Stücken. Die Aufnahmen ziehen sich daher von 1994, als die Band noch einen anderen Namen trug und in anderer Formation spielte, bis 2005.
Obwohl Out-of-State Plates fast ausschließlich aus Material besteht, das es nicht auf die bisherigen Alben geschafft hatte, fielen die meisten Kritiken positiv aus. Their B-sides and rarities are better than 95 percent of most bands, hieß es etwa bei CNN Online.
Kein Lied wurde offiziell als Single veröffentlicht, das neue Stück Maureen ging aber als Promo-CD mit einem Titel an die Radiostationen.

## Titelverzeichnis
CD 1
1. Number 45 Sunblock
(Radio-Mitschnitt.)
2. Maureen
(Neues Lied.)
3. California Sex Lawyer
(Von der Kompilation International Pop Overthrow Volume 3.)
4. Janice's Party
(Von der Single Radiation Vibe.)
5. Karpet King
(Von der Single Radiation Vibe, der japanischen Version des Albums Fountains of Wayne sowie der Kompilation Too Much Scratchie Makes You Itch.)
6. Baby I've Changed
(Von der Single Hey Julie.)
7. I Know You Well
(Von der Single Denise.)
8. You're Just Never Satisfied
(Von der Single und EP Troubled Times.)
9. I'll Do The Driving
(Von der Single Denise sowie der EP Troubled Times.)
10. Nightlight
(Von der Single Red Dragon Tattoo sowie der EP Troubled Times.)
11. I Want You Around
(Von den Singles Leave the Biker und Survival Car.)
12. Trains And Boats And Planes
(Von der Single Stacy's Mom.)
13. Places
(Von der Single Barbara H.)
14. Can't Get It Out Of My Head (Live)
(Von der Single Sink to the Bottom.)
15. Everything's Ruined (Acoustic Version) (Nur auf der japanischen Version enthalten.)
(Von der Kompilation Future Soundtrack for America.)

CD 2
1. City Folk Morning
(Radio-Mitschnitt.)
2. The Girl I Can't Forget
(Neues Lied.)
3. ... Baby One More Time
(Bislang unveröffentlicht.)
4. Elevator Up
(Von der Single Stacy's Mom sowie der japanischen Version des Albums Welcome Interstate Managers.)
5. Comedienne
(Von den Singles Leave the Biker und Survival Car.)
6. Kid Gloves
(Von der Single Sink to the Bottom.)
7. Today's Teardrops
(Von der Single Red Dragon Tattoo sowie der EP Troubled Times.)
8. She's Got A Problem (Live)
(Von der Single Barbara H.)
9. These Days
(Von der Single und EP Troubled Times.)
10. I Want An Alien For Christmas
(Von der Single I Want an Alien for Christmas.)
11. The Man In The Santa Suit
(Von der Single I Want an Alien for Christmas.)
12. Chanukah Under The Stars
(Von der Single I Want an Alien for Christmas.)
13. Killermont Street
(Von der Single Hey Julie.)
14. Half A Woman
(Bislang unveröffentlicht.)
15. Small Favors
(Bislang unveröffentlicht.)
16. Imperia
(Von der Single Radiation Vibe.)